# 格拉纳特百科词典
《格拉纳特百科词典》（«Энциклопедический словарь Гранат»）是俄罗斯1892年开始出版的一部百科全书。
《格拉纳特百科词典》由格拉纳特兄弟出版。1892年格拉纳特兄弟在莫斯科开办了格拉纳特出版社，从加尔别尔出版社购得《案头百科词典》的版权，经过重新设计并俄国各界专家学者撰写，编成了《格拉纳特百科词典》。前6版为8-9卷，1901年-1948年出版的第7版为58卷（其中第56卷未出）。
在苏联时期，《格拉纳特百科词典》被认为是一部革命前最进步的百科全书，但存在折衷主义倾向。一些马克思主义者也参与了此书的撰写，包括波克罗夫斯基、弗里契、列宁等。
格拉纳特出版社在十月革命后改名为格拉纳特图书社，1939年并入苏联百科全书出版社，随着《苏联大百科全书》的编撰，《格拉纳特百科词典》的修订和出版终止。